# 關渡雙年展
關渡雙年展（Kuandu Biennial）是由國立臺北藝術大學關渡美術館所主辦之兩年一次的當代藝術類雙年展。
有別於其他雙年展的運作模式，從2008年舉辦的首屆以來，主辦單位邀請到國內重要策展人及學者成立雙年展諮詢委員會，從推薦名單中選出來自不同國家的藝術家，再分別由各國藝術家們各自尋找相關策展人及藝評家。

## 歷屆展覽資訊
| 屆數 | 年份 | 主題                                      | 舉辦日期                     |
| ---- | ---- | ----------------------------------------- | ---------------------------- |
| 一   | 2008 | 夢                                        | 2008年9月26日-2008年11月30日 |
| 二   | 2010 | PLUS / 記憶的總和                         | 2010年10月8日-2010年12月16日 |
| 三   | 2012 | 藝想世界 / Artist in Wonderland           | 2012年9月29日-2012年12月16日 |
| 四   | 2014 | 識別系統                                  | 2014年9月26日-2014年12月14日 |
| 五   | 2016 | 打怪                                      | 2016年9月30日-2016年12月11日 |
| 六   | 2018 | 給亞洲的七個提問                          | 2018年10月5日-2019年1月6日   |
| 七   | 2020 | 楊俊 藝術家，合作者，他們的展覽與三個場域 | 2020年12月11日-2021年2月21日 |
| 八   | 2022 |                                           |                              |